# Ghiacciaio del Rutor
Il ghiacciaio del Rutor (pron. fr. AFI: [ʁytɔʁ]) è uno dei più vasti ghiacciai della Valle d'Aosta.

## Descrizione
Si trova nel vallone di La Thuile (sulle Alpi Graie) e prende il nome dalla Testa del Rutor (3.486 m s.l.m.), la montagna più alta che lo contorna. È circondato inoltre dalle vette del Flambeau (3.315 m), dal monte Doravidi (3.439 m), dal monte Château Blanc (3.408 m), dalla Becca du Lac (3.402 m), dalla punta d'Avernet (3.307 m) e dal Grand Assaly (3.177 m). Al centro del ghiacciaio si alzano le Vedette del Rutor (3.332 m) e (3.236 m).
Le sue caratteristiche principali sono: estensione circa 829 ettari, lunghezza 4.68 km, esposizione nord-nord ovest, quota massima 3470 metri circa, quota minima 2588 metri. Ai piedi del ghiacciaio si trovano numerosi specchi lacustri.
Da questo ghiacciaio nasce la Dora di Verney, affluente della Dora Baltea.

## Galleria d'immagini

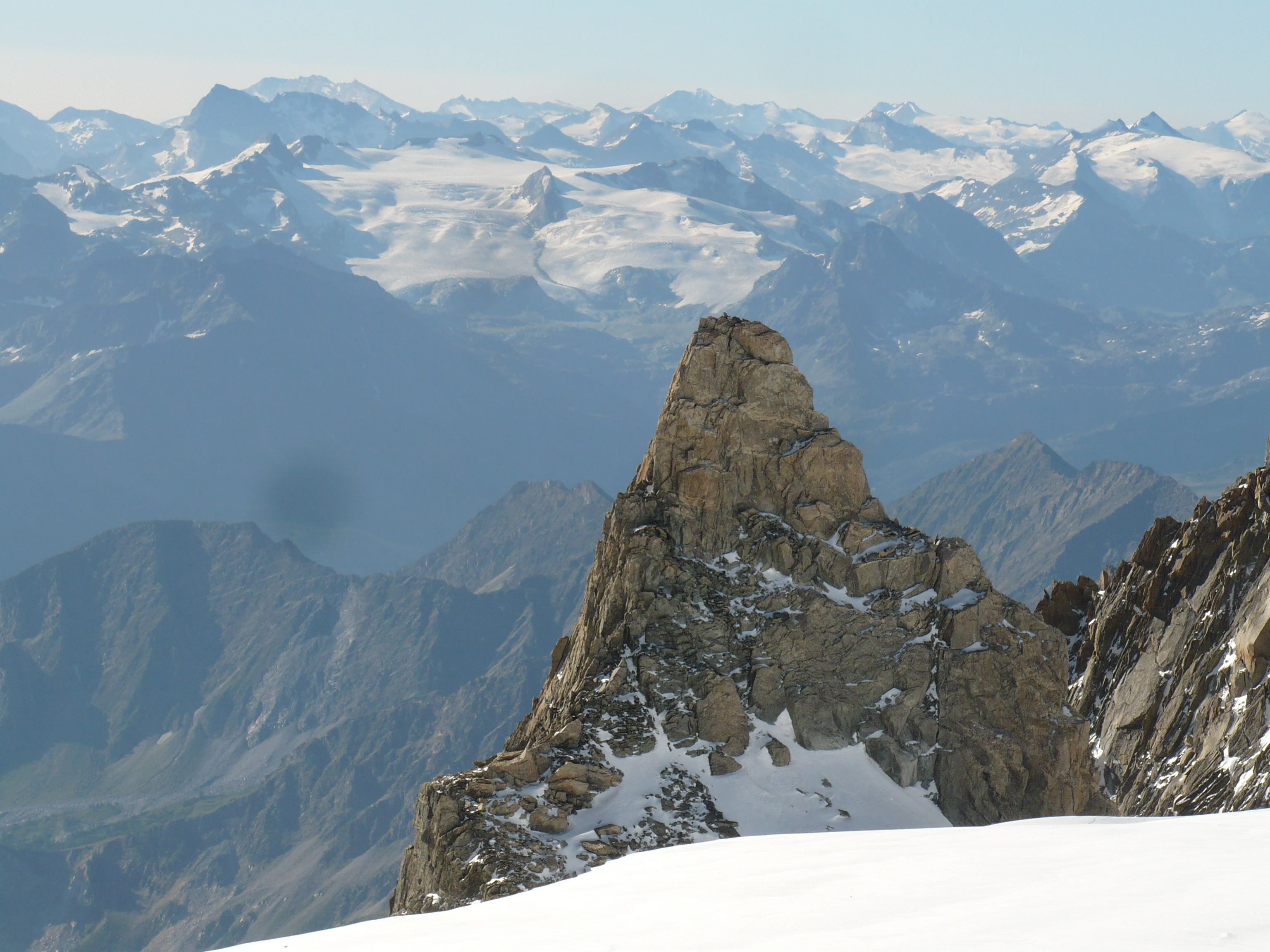
Il ghiacciaio de Rutor visto dal Mont Blanc du Tacul.
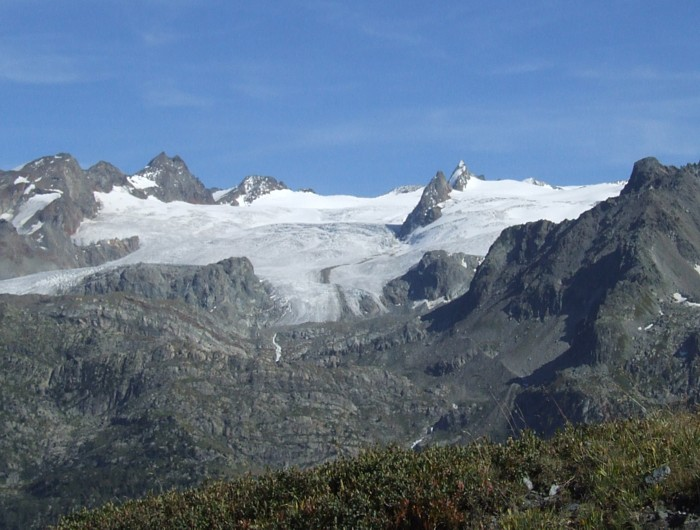
Il ghiacciaio de Rutor visto da nord-ovest.